# مارمولک کرمی ایبریایی
مارمولک کرمی ایبریایی (نام علمی: Blanus cinereus) نام یک گونه از زیرراسته کرمی‌مارمولکان است.